# Unhŭng
Unhŭng (kor. 운흥군, Unhŭng-gun) – powiat w Korei Północnej, w prowincji Ryanggang. W 2008 roku liczył 61 705 mieszkańców. Graniczy z powiatami: Poch’ŏn od północy, Paek’am od wschodu, Tanch’ŏn (prowincja Hamgyŏng Południowy) od południa, a także z miastem Hyesan i powiatem Kapsan od zachodu. 86% terytorium powiatu stanowią lasy. Przez powiat przebiega linia kolejowa Paektusan Ch'ŏngnyŏn, łącząca powiat Kilju (prowincja Hamgyŏng Południowy) i Hyesan.

## Historia
Przed wyzwoleniem Korei spod okupacji japońskiej tereny należące do powiatu wchodziły w skład powiatów Hyesan i Kapsan. W obecnej formie powstał w wyniku gruntownej reformy podziału administracyjnego w październiku 1954 roku. W jego skład weszły wówczas tereny należące wcześniej do powiatu, a następnie miasta Hyesan. W marcu 1961 roku do powiatu przyłączono wieś Ryŏngha (wcześniej powiat Paek’am).

## Podział administracyjny powiatu
W skład powiatu wchodzą następujące jednostki administracyjne:
| Nazwa jednostki administracyjnej | Rodzaj jednostki administracyjnej | Chosŏn'gŭl       | Hancha           |
| -------------------------------- | --------------------------------- | ---------------- | ---------------- |
| Unhŭng-ŭp                        | miasteczko                        | 운흥읍           | 雲興邑           |
| Taejŏnp'yŏng-rodongjagu          | dzielnica robotnicza              | 대전평로동자구   | 大田坪勞動者區   |
| Ilgŏn-rodongjagu                 | dzielnica robotnicza              | 일건로동자구     | 日建勞動者區     |
| Taeosich'ŏn-rodongjagu           | dzielnica robotnicza              | 대오시천로동자구 | 大五是川勞動者區 |
| Saengjang-rodongjagu             | dzielnica robotnicza              | 생장로동자구     | 生長勞動者區     |
| Ryongp'o-rodongjagu              | dzielnica robotnicza              | 룡포로동자구     | 龍浦勞動者區     |
| Ryong'am-rodongjagu              | dzielnica robotnicza              | 룡암로동자구     | 龍岩勞動者區     |
| Taedŏk-rodongjagu                | dzielnica robotnicza              | 대덕로동자구     | 大德勞動者區     |
| Ryŏngha-rodongjagu               | dzielnica robotnicza              | 령하로동자구     | 嶺下勞動者區     |
| Namjung-rodongjagu               | dzielnica robotnicza              | 남중로동자구     | 南中勞動者區     |
| Taedong-rodongjagu               | dzielnica robotnicza              | 대동로동자구     | 大東勞動者區     |
| Taeha-ri                         | wieś                              | 대하리           | 大下里           |
| Taejung-ri                       | wieś                              | 대중리           | 大中里           |
| Taejŏnp'yŏng-ri                  | wieś                              | 대전평리         | 大田坪里         |
| Tongp'o-ri                       | wieś                              | 동포리           | 東浦里           |
| Jang'ŏn-ri                       | wieś                              | 장언리           | 長彦里           |
| Simp'o-ri                        | wieś                              | 심포리           | 深浦里           |
| Pok'an-ri                        | wieś                              | 복안리           | 福安里           |
| Janghang-ri                      | wieś                              | 장항리           | 獐項里           |
| Tongp'yŏng-ri                    | wieś                              | 동평리           | 東坪里           |
| Sinjung-ri                       | wieś                              | 신중리           | 新中里           |
| Sangsan-ri                       | wieś                              | 상산리           | 上山里           |